# Astraeodes
Astraeodes is een geslacht van vlinders uit de familie van de prachtvlinders (Riodinidae), onderfamilie Riodininae.
Astraeodes werd in 1887 voor het eerst wetenschappelijk beschreven door Staudinger.

## Soort
Astraeodes omvat de volgende soort:
- Astraeodes areuta (Westwood, 1851)